# Josep Cervelló Autuori
Josep Cervelló Autuori (Barcelona, 1961) es un historiador español especializado en egiptología . Es profesor agregado en el departamento de Ciencias de la Antigüedad y Edad Media de la Universidad Autónoma de Barcelona, donde ha impulsado el Instituto de Estudios del Próximo Oriente Antiguo (IEPOA), centro referente de la egiptología en el marco hispánico. Actualmente es el investigador principal de la excavación hispano-egipcia de la necrópolis de Kom el-Khamasin,situada al sur de Saqqara.

## Trayectoria
Cervelló se licenció en Filología hispánica (1986) y en Geografía e Historia posteriormente (1990). Asimismo, se doctoró en Geografía e Historia en la Universidad de Barcelona (1995) con una tesis sobre la formación de la monarquía faraónica bajo la dirección del catedrático José Remesal Rodríguez. Se ha especializado en lengua jeroglífica, en especial en lengua egipcia clásica y neoegipcia y en paleografía hierática, con obras de referencia como Escrituras, lengua y cultura en el Antiguo Egipto, publicado en 2016.Realizó estancias de investigación en diversos institutos de renombre, como el Centro Nacional de la Investigación Científica (CNRS) francés, la Universidad de Edimburgo, en el Museo del Hombre o el Instituto Français de Archeología Orientale en El Cairo, y otros. Forma parte del comité científico del Boletín de la Asociación Española de Egiptología.
Desde 1999 es profesor de egiptología en el Instituto de Estudios de Oriente Próximo de la Universidad Autónoma de Barcelona donde cuenta con una de las pocas titulaciones oficiales en egiptología de los países de habla hispana.También ha sido docente en el Instituto Valenciano de Egiptología, y la Universidad de Buenos Aires, entre otros. Fomenta la divulgación de la egiptología como por cursos online abierto masivo en la plataforma Coursera o por un libro infantil sobre qué significa ser egiptólogo.

## Obra[14]
- Escrituras, lengua y cultura en el antiguo Egipto, Universidad Autónoma de Barcelona, 2015 ISBN 978-84-941904-4-5 .
- Acerca de la formación de la civilización y la monarquía faraónicas. Un estudio sociológico e histórico-religioso , Universidad de Barcelona. , 1996 ISBN 84-475-1226-6 .
- África Antigua. El Antiguo Egipto, una civilización africana , Universidad Autónoma de Barcelona, 1996.
- Egipto y África. Aula Orientalis supplementa, Ausa Editorial.